# 블랙 파워 설루트

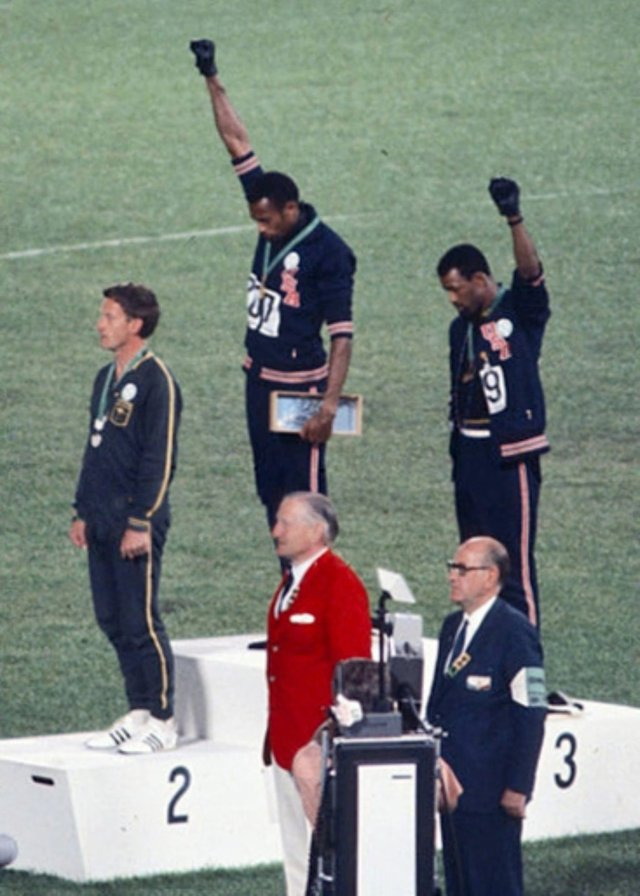
블랙 파워 설루트

블랙 파워 설루트(영어: Black Power salute)는 1968년 하계 올림픽에서 아프리카계 미국인 선수 토미 스미스와 존 카를로스가 한 주먹을 높이 들고 흑인 차별에 항의했던 시위 행위이다.

## 개요
남자 200 미터 달리기가 끝난 1968년 10월 17일 저녁, 19초 83의 세계 신기록으로 우승한 미국 선수 토미 스미스, 20초 06의 기록으로 2위에 오른 오스트레일리아 선수 피터 노먼, 20초 10로 3위에 오른 미국 선수 존 카를로스 3명은 메달리스트로서 메달 수여를 위해 연단으로 향했다. 2명의 아프리카 계 미국인 선수는 흑인의 빈곤을 상징하기 위해 신발을 신지 않고 검은 양말을 신고 메달을 받았다. 또한 스미스는 흑인의 자존심을 상징하는 검은 스카프를 목에 두르고, 카를로스는 백인 우월주의 단체에 의한 린치를 받은 사람들을 기원하기 위해 묵주를 지니고 있었다. 한편 노먼도 다른 2명에 동조하였고, 인권을 요구하는 올림픽 프로젝트 (Olympic Project for Human Rights) 배치를 착용했다. 미국 국가가 연주되고 성조기 게양되는 내내 스미스와 카를로스는 머리를 숙이고 드높이 주먹을 올렸다. 회장의 관객으로부터 야유가 터져 이때의 모습은 세계의 뉴스로 다루어졌다.

## 같이 보기
- 제시 오언스
- 콜린 캐퍼닉